# Stede Niedorp
De stede Niedorp was een stad die gelegen is in wat nu de gemeente Hollands Kroon is, in de regio West-Friesland in de Nederlandse provincie Noord-Holland.
Stede Niedorp was een dorpenstad, bestaande uit Oude Niedorp en Nieuwe Niedorp, en kreeg in 1415 een stadsrecht naar model van dat van Schellinkhout. Deze stadsrechtverlening was onderdeel van een ware golf aan stadsrechtverleningen aan West-Friese dorpen. Hiermee kwam in feite het gehele West-Friese platteland onder een of andere vorm van stadsrecht, zodat de slecht functionerende baljuwschappen konden worden opgeheven. De meeste van deze 'plattelandssteden' zijn nooit in meer dan juridische zin een stad geweest; zo ook de stede Niedorp.